# 茅野遺跡
茅野遺跡（かやのいせき）は、群馬県北群馬郡榛東村長岡にある縄文時代後期・晩期の遺跡。2000年（平成12年）3月7日に国の史跡に指定されている。

## 概要

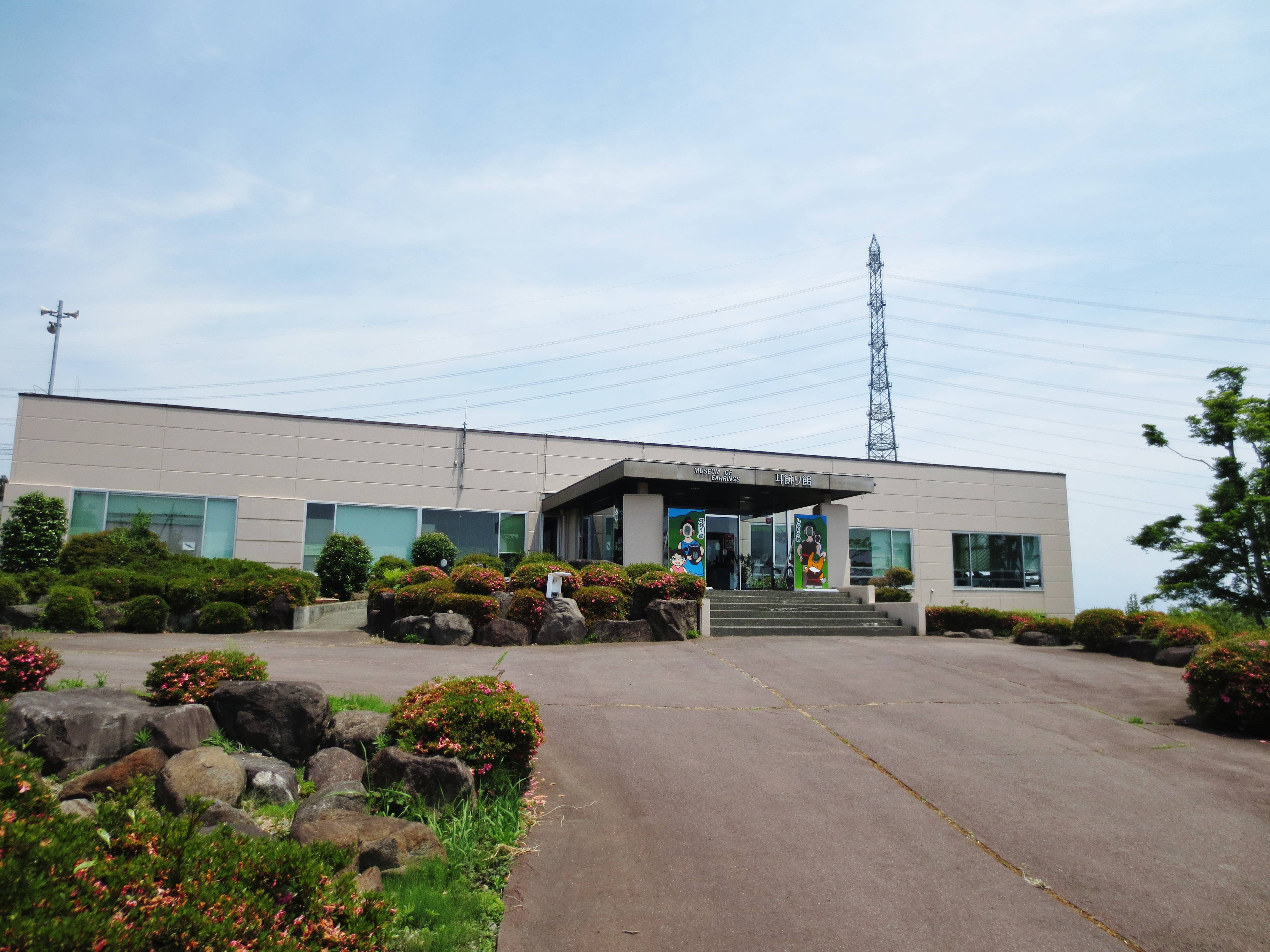
耳飾り館

榛名山東麓に連なる小河川に挟まれた台地上に存在した集落の遺跡である。
1989年（平成元年）に圃場整備事業のための調査中に遺跡が確認されたことをきっかけに、同年7月～12月と、1990年（平成2年）9月～12月に発掘調査が行われた。傾斜面上にあり土地利用がしにくかった場所であったために、遺構・遺物ともに良好な状態にて検出された。遺跡は水場状の遺構を取り囲むように竪穴建物や墓、土坑等の遺構が確認されている。
遺物は石器・土器などをはじめ、祭祀用に用いられたとみられている土製耳飾り、岩版などが出土した。土製耳飾りは577点が確認されており、この時期に多く製作された栓状耳飾りと呼ばれるもので、滑車形や円盤内に透彫装飾を施したものなど多彩な形態が出土した。耳飾りの着装状態を表現した土偶頭部も伴出している。577点の耳飾りの内、約200点が完形で発見されたものの、対になっているものが1点も無いという謎が残った。
岩版は凝灰岩を加工したもので、55個が確認されている。これらを含めた土製品・石製品などの出土品計1950点は「群馬県茅野遺跡出土品」の名称で1992年（平成4年）6月22日に一括して重要文化財に指定され、榛東村耳飾り館に保管、一部が展示されている。